# Vid floden Piedra satte jag mig ned och grät
Vid floden Piedra satte jag mig ned och grät (original: A margem do rio Piedra eu sentei e chorei) är en roman skriven av Paulo Coelho. Den skrev han 1994 och den översattes till svenska 1998. Boken är den första delen av trilogin På sjunde dagen, som handlar om en persons vecka där någonting otroligt händer. De andra titlarna i serien är Veronika bestämmer sig för att dö och Djävulen och fröken Prym.